# Uvaria comperei
Uvaria comperei este o specie de plante angiosperme din genul Uvaria, familia Annonaceae, descrisă de Le Thomas. Conform Catalogue of Life specia Uvaria comperei nu are subspecii cunoscute.